# Lijst van gemeentelijke monumenten in Amsterdam-Noord
Lijst met 66 gemeentelijke monumenten in stadsdeel Noord.

## IJ-plein/Vogelbuurt
Gemeentelijke monumenten in de wijk IJ-plein/Vogelbuurt.
| Object                                                       | Bouwjaar  | Architect                      | Locatie | Coördinaten                   | Nr.         | Afbeelding                                                   |
| ------------------------------------------------------------ | --------- | ------------------------------ | --- | ----------------------------- | ----------- | ------------------------------------------------------------ |
| Noodwoningen in traditioneel bouwen-stijl                    | 1917-1918 | Boeyinga, B.T.                 | Brede Vogelstraat 1-25 (oneven), 2-34 (even), Derde Vogelstraat 1-29 (oneven), 2-34 (even), Eerste Vogelstraat 3-27 (oneven), 2-30 (even), Korte Vogelstraat 1-11 (oneven), 2-14 (even), Lange Vogelstraat 1-31 (oneven), 2-32 (even), Tweede Vogelstraat 1-33 (oneven), 2-22 (even), Vierde Vogelstraat 3-25 (oneven), 2-22 (even), Vijfde Vogelstraat 1-23 (oneven), 2-24 (even), Vogelkade 1-29 (doorlopend), Vogelplantsoen 1-11 (oneven), 2-30 (even), Vogelplein 1,11 en 2-6 (even), Zamenhofstraat 4-90 (even), Zesde Vogelstraat 1-5 (oneven), 41 | 52° 23' 16" NB, 4° 55' 41" OL | 0363/200446 | Meer afbeeldingen                                            |
| Badhuis Vogeldorp                                            | 1917-1918 | Boeyinga, B.T.                 | Zamenhofstraat 28a | 52° 23' 18" NB, 4° 55' 34" OL | 0363/200446 | Meer afbeeldingen                                            |
| Woningencomplex in traditioneel bouwenstijl                  | 1920      | Leliman, J.H.W.                | Fazantenweg 58-72 (even), Kievitstraat 2-52 (even), Koekoeksplein 1-22 (doorlopend), Koekoekstraat 39-73 (oneven), 40-74 (even), Meeuwenlaan 227-257 (oneven), Wielewaalstraat 1-15 (oneven), 2-12 (even) | 52° 23' 13" NB, 4° 55' 17" OL | 0363/200718 | Woningencomplex in traditioneel bouwenstijl                  |
| Voormalige Spreeuwenparkschool                               | 1916      | Dienst der Publieke Werken     | Havikslaan 20-22, Nachtegaalstraat 157 | 52° 23' 7" NB, 4° 54' 54" OL  | 0363/200497 | Upload foto                                                  |
| Woonhuizen in Traditioneel bouwen invloed rationalisme-stijl | 1918      | Kuipers, Tj., Ingwersen, A.U.  | Eendenstraat 1-15 (oneven), Ganzenweg 23-47 (oneven), Mussenstraat 27-33, Putterstraat 1-27 (oneven), 2-30 (even), Rietzangerweg 1-11 (oneven), 2-12 (even), Sijsjesstraat 2-44 (even), Zwanenplein 1-121 (oneven) | 52° 23' 17" NB, 4° 55' 9" OL  | 0363/200712 | Woonhuizen in Traditioneel bouwen invloed rationalisme-stijl |
| Woonhuizen                                                   | 1920      | Epen, J.C. van                 | Eksterstraat 2-24 (even), Havikstraat 9-35 (oneven), Leeuwerikstraat 43-63 (oneven), Mussenstraat 2-24 (even), Sijsjesstraat 1-43 (oneven), Zwaluwstraat 1-25 (oneven), 2-44 (even) | 52° 23' 10" NB, 4° 54' 59" OL | 0363/200715 | Woonhuizen                                                   |
| Woonhuizen                                                   | 1921      | Walenkamp, H.J.M.              | Ganzenweg 2-18 (even), 3-19 (oneven), Havikslaan 37-39, Kievitstraat 1-3, Leeuwerikstraat 52-86 (even), Meeuwenlaan 147-225 (oneven), Mezenstraat 2-76 (even) | 52° 23' 10" NB, 4° 55' 8" OL  | 0363/200713 | Woonhuizen                                                   |
| Woonhuizen in rationalisme-stijl                             | 1911-1914 | H.P. Berlage, J.C. van Epen    | Havikslaan 4-18, 24-40 (even), Kraaienplein 8-14 (even), Leeuwerikstraat 1-41 (oneven), Nachtegaalstraat 116-162 (even), 139-145, 149-153, 159-197 (oneven), Sperwerlaan 4-42 (even), Spreeuwenpark 85-113 (oneven) | 52° 23' 7" NB, 4° 54' 58" OL  | 0363/200719 | Woonhuizen in rationalisme-stijl                             |
| Woonhuizen in traditioneel-stijl                             | 1915      | J.H.W. Leliman                 | Havikslaan 42-46, Leeuwerikstraat 18-50, Meeuwenlaan 111-145 | 52° 23' 6" NB, 4° 55' 0" OL   | 0363/200720 | Woonhuizen in traditioneel-stijl                             |
| Woonhuizen in rationalisme-stijl                             | 1917-1919 | J. Gratama                     | Kanariestraat 1-67 (oneven), 2-48 (even), Kievitstraat 5-21 (oneven), Koekoekstraat 3-37 (oneven), 4-38 (even), Kwartelstraat 2,6,8, Mezenstraat 1,9 Spechtstraat 1-75 (oneven) 2-72 (even), Zwanenplein 2-72 (even) | 52° 23' 12" NB, 4° 55' 11" OL | 0363/200714 | Woonhuizen in rationalisme-stijl                             |
| Villa 'De Volewijck'                                         | 1916      | G.J. Rutgers                   | Meeuwenlaan 11 | 52° 23' 1" NB, 4° 54' 40" OL  | 0363/200774 | Upload foto                                                  |
| Vm. Vijfde Ambachtsschool                                    | 1935      | C.B. Posthumus Meyjes jr.      | Meeuwenlaan 132 | 52° 23' 21" NB, 4° 55' 32" OL | 0363/200704 | Vm. Vijfde Ambachtsschool                                    |
| Voormalige dienstwoning van de havenmeester van de Sixhaven  | 1919      | H.A.J. Baanders en J. Baanders | Sixhavenweg 27 | 52° 22' 53" NB, 4° 54' 22" OL | 0363/200754 | Upload foto                                                  |

## Tuindorp Nieuwendam
Gemeentelijke monumenten in Tuindorp Nieuwendam.
| Object                                                         | Bouwjaar  | Architect          | Locatie | Coördinaten                   | Nr.         | Afbeelding        |
| -------------------------------------------------------------- | --------- | ------------------ | --- | ----------------------------- | ----------- | ----------------- |
| Woningen in landelijke variant van de Amsterdamse School-stijl | 1923-1926 | Boterenbrood, J.G. | Avenhornstraat 43-53 (oneven), Edammerstraat 2-12 (even), Hensbroekerstraat 1-19 (oneven), 2-32 (even), Ilpendammerstraat 1-75 (oneven), 2-40 (even), Middeliestraat 1-7 (oneven), 2-8 (even), Molengouw 17-19, 28-42, Nieuwendammerstraat 8-14 (even), Purmerweg 60-82 (even), 81-83, Schermerstraat 14-50 (even), 21-37 (oneven), Watergangseweg 25-35 (oneven), 26-36 (even), Zwaagstraat 9-35 (oneven), 14-34 (even) | 52° 23' 32" NB, 4° 56' 48" OL | 0363/200717 | Meer afbeeldingen |

## Landelijk Noord
Gemeentelijke monumenten in Landelijk Noord.
| Object                                                                        | Bouwjaar    | Architect             | Locatie                            | Coördinaten                   | Nr.         | Afbeelding                                                         |
| ----------------------------------------------------------------------------- | ----------- | --------------------- | ---------------------------------- | ----------------------------- | ----------- | ------------------------------------------------------------------ |
| Muziektent Schellingwoude. Muziektent in traditioneel bouwen-stijl            | Circa 1920  |                       | Wijkergouw t/o 6, Schellingwoude   | 52° 23' 0" NB, 4° 57' 55" OL  | 0363/200509 | Muziektent Schellingwoude. Muziektent in traditioneel bouwen-stijl |
| Muziektent Durgerdam. Muziektent in traditioneel bouwen-stijl                 | Circa 1920  |                       | Durgerdammerdijk t/o 64, Durgerdam | 52° 22' 38" NB, 4° 59' 18" OL | 0363/200508 | Muziektent Durgerdam. Muziektent in traditioneel bouwen-stijl      |
| (Voormalige) Gereformeerde kerk Holysloot. Kerk in Romaans geïnspireerd-stijl | 1916        | P. Slagmolen          | Dorpsstraat Holysloot 37           | 52° 24' 49" NB, 5° 1' 41" OL  | 0363/200460 | Meer afbeeldingen                                                  |
| School in landelijke stijl invloeden neoclassicisme                           | 1875        | T.C. van der Sterr    | Dorpsstraat Holysloot 38-40        | 52° 24' 48" NB, 5° 1' 33" OL  | 0363/200471 | Meer afbeeldingen                                                  |
| Woonhuis                                                                      | 1869 / 1884 |                       | Dorpsweg Ransdorp 17               | 52° 23' 30" NB, 4° 59' 41" OL | 0363/200476 | Woonhuis                                                           |
| Voormalige openbare lagere school                                             |             | T.C. van der Sterr    | Dorpsweg Ransdorp 35-37            | 52° 23' 34" NB, 4° 59' 39" OL | 0363/200702 | Upload foto                                                        |
| Kerk van Ransdorp (de toren is een rijksmonument)                             | 1719        |                       | Dorpsweg Ransdorp 55               | 52° 23' 35" NB, 4° 59' 38" OL | 0363/200463 | Kerk van Ransdorp (de toren is een rijksmonument)                  |
| Voormalige school en onderwijzerswoning                                       | 1925        | Cornelis Schuitemaker | Termietergouw 4 en 5, Zunderdorp   | 52° 24' 35" NB, 4° 57' 40" OL | 0363/200705 | Voormalige school en onderwijzerswoning                            |
| Ontginningsboerderij                                                          | 1916        |                       | Broekergouw 12, Zunderdorp         | 52° 25' 3" NB, 4° 58' 57" OL  | 0363/       | Upload foto                                                        |
| Boerderij bestaande uit voorhuis en stal met losstaande hooiberg              |             |                       | Broekergouw 16, Zunderdorp         | 52° 25' 8" NB, 4° 59' 9" OL   | 0363/       | Upload foto                                                        |
| Voorhuis met stal en grote stolpschuur                                        | ca. 1925    | onbekend              | Dorpsstraat Holysloot 12           | 52° 24' 48" NB, 5° 1' 21" OL  | 0363/       | Meer afbeeldingen                                                  |
| Stolpboerderij met stal en kaakberg met erf                                   | XIX-c       |                       | Zunderdorpergouw 29, Zunderdorp    | 52° 24' 13" NB, 4° 57' 39" OL | 0363/       | Upload foto                                                        |

## Buikslotermeer en Buiksloterdijk
Gemeentelijke monumenten in Buikslotermeer en Buiksloterdijk.
| Object                                         | Bouwjaar | Architect                              | Locatie            | Coördinaten                   | Nr.         | Afbeelding                                     |
| ---------------------------------------------- | -------- | -------------------------------------- | ------------------ | ----------------------------- | ----------- | ---------------------------------------------- |
| Café in Rationalisme invloed art-nouveau-stijl | 1907     |                                        | Buiksloterdijk 240 | 52° 23' 54" NB, 4° 55' 21" OL | 0363/200478 | Café in Rationalisme invloed art-nouveau-stijl |
| Weerenkapel                                    | 1969     | C.J. Worp                              | Het Breed 2        | 52° 23' 43" NB, 4° 56' 20" OL | 0363/200888 | Weerenkapel                                    |
| Kleuterschool                                  | 1968     | A.E. Evers en G.J.M. Sarlemijn         | Mariëndaal 13      | 52° 24' 9" NB, 4° 56' 32" OL  | 0363/200926 | Upload foto                                    |
| Salvatorkerk                                   | 1970     | Grinten, G.J. van der & L. Heijdenrijk | Savelsbos 1-2      | 52° 24' 1" NB, 4° 56' 37" OL  | 0363/200920 | Meer afbeeldingen                              |

## Volewijck, Van der Pekbuurt e.o.
Gemeentelijke monumenten in de Volewijck en de Van der Pekbuurt e.o.
| Object                                                                                      | Bouwjaar  | Architect                             | Locatie | Coördinaten                   | Nr.         | Afbeelding                                                                                  |
| ------------------------------------------------------------------------------------------- | --------- | ------------------------------------- | --- | ----------------------------- | ----------- | ------------------------------------------------------------------------------------------- |
| Melkwinkel Albert Lust                                                                      | 1919      | J.E. van der Pek                      | Begoniastraat 6 | 52° 23' 14" NB, 4° 54' 36" OL | 0363/200925 | Meer afbeeldingen                                                                           |
| Ponthuys, in verstrakte Amsterdamse School-stijl                                            | 1929      | Dienst der Publieke Werken            | Buiksloterweg 5 | 52° 22' 57" NB, 4° 54' 12" OL | 0363/200669 | Ponthuys, in verstrakte Amsterdamse School-stijl                                            |
| Sluiswachterswoning in traditioneel bouwen-stijl                                            | 1839      |                                       | Buiksloterweg 9-11 | 52° 23' 3" NB, 4° 54' 27" OL  | 0363/200470 | Sluiswachterswoning in traditioneel bouwen-stijl                                            |
| Disteldorp: Noodwoningen in traditioneel bouwen-stijl                                       | 1918      | Gemeentelijke Woningdienst            | Distelachterstraat 1-15 (oneven), 2-16 (even), Distelkade 1-19 (doorlopend), Distelkruisstraat 1-9 (oneven), 2-14 (even), Distelplein 1-15 (oneven), 2-18 (even), Distelvoorstraat 1-41 (oneven), 2-34 (even), Distelweg 2-62 (even), Eerste Disteldwarsstraat 1-5 (oneven), 2-8 (even), Lange Distelstraat 1-41 (oneven), 2-40 (even), Korte Distelstraat 1,2,4, Kromme Distelstraat 1-17 (oneven), 2-26 (even), Ranonkelkade 71-85 (doorlopend), Tweede Distelstraat 1-5 (oneven), 2-6 (even) | 52° 23' 30" NB, 4° 54' 29" OL | 0363/200445 | Disteldorp: Noodwoningen in traditioneel bouwen-stijl                                       |
| Ons Huis                                                                                    | 1920      | J. de Meijer                          | Distelweg 4 | 52° 23' 30" NB, 4° 54' 39" OL | 0363/200445 | Ons Huis                                                                                    |
| Badhuis Disteldorp                                                                          | 1918      | Berend Tobia Boeyinga                 | Kromme Distelstraat 17 | 52° 23' 31" NB, 4° 54' 37" OL | 0363/200445 | Badhuis Disteldorp                                                                          |
| Vm. Papaver- en Lavendelscholen                                                             | 1924-1925 | Dienst der Publieke Werken            | Papaverhoek 1-3 | 52° 23' 35" NB, 4° 54' 42" OL | 0363/200897 | Upload foto                                                                                 |
| Portierswoning en poortgebouw van het Shell-complex in de Volewijk, in modernistische stijl | 1938      | Abspoel, C.A.                         | Tolhuisweg 5 | 52° 23' 3" NB, 4° 54' 19" OL  | 0363/200670 | Portierswoning en poortgebouw van het Shell-complex in de Volewijk, in modernistische stijl |
| Dubbele lagere school                                                                       | 1926      | Nicolaas Lansdorp                     | Wingerdweg 28-34 | 52° 23' 22" NB, 4° 54' 55" OL | 0363/200381 | Dubbele lagere school                                                                       |
| Zittingslokaal van de GG & GD                                                               | 1937      | Dienst der Publieke Werken, J. Leupen | Wingerdweg 52 | 52° 23' 28" NB, 4° 55' 0" OL  | 0363/200658 | Zittingslokaal van de GG & GD                                                               |
| Kinderdagverblijf Johanna Margaretha                                                        | 1930      | Th.J. Roetering                       | Wingerdweg 98 | 52° 23' 34" NB, 4° 55' 3" OL  | 0363/200706 | Kinderdagverblijf Johanna Margaretha                                                        |
| Loods voor de afdeling Beplantingen                                                         | 1930      | Dienst der Publieke Werken            | Wingerdweg 110 | 52° 23' 42" NB, 4° 55' 5" OL  | 0363/200671 | Loods voor de afdeling Beplantingen                                                         |
| Paviljoen Tolhuistuin                                                                       | 1975      | Arthur Staal                          | IJpromenade 2 |                               | 0363/200957 | Meer afbeeldingen                                                                           |

## Noordelijke IJ-oevers
Gemeentelijke monumenten in de Noordelijke IJ-oevers West en Oost.
| Object                            | Bouwjaar   | Architect                  | Locatie                                | Coördinaten                   | Nr.         | Afbeelding            |
| --------------------------------- | ---------- | -------------------------- | -------------------------------------- | ----------------------------- | ----------- | --------------------- |
| Poortgebouw Asterdorp             | Circa 1925 | Gemeentelijke Woningdienst | Asterdwarsweg 10                       | 52° 23' 33" NB, 4° 54' 14" OL | 0363/200503 | Poortgebouw Asterdorp |
| Voormalige afbramerij van de NDSM | 1956       | Postma, J.D.               | Tt. Melaniaweg 12, Ms. Oslofjordweg 14 | 52° 24' 13" NB, 4° 53' 31" OL | 0363/200943 | Upload foto           |

## Tuindorp Oostzaan
Gemeentelijke monumenten in Tuindorp Oostzaan.
| Object                                                                      | Bouwjaar   | Architect                     | Locatie                                                                                       | Coördinaten                   | Nr.         | Afbeelding                                                                  |
| --------------------------------------------------------------------------- | ---------- | ----------------------------- | --------------------------------------------------------------------------------------------- | ----------------------------- | ----------- | --------------------------------------------------------------------------- |
| Sacramentskerk                                                              | 1952       | A. Evers, en G.J.M. Sarlemijn | Kometensingel 152                                                                             | 52° 24' 54" NB, 4° 53' 19" OL | 0363/200751 | Meer afbeeldingen                                                           |
| Voormalige brandweerpost                                                    | 1921       | Dienst der Publieke Werken    | Kometensingel 175                                                                             | 52° 24' 53" NB, 4° 53' 15" OL | 0363/200472 | Voormalige brandweerpost                                                    |
| Woonhuizen in Verstrakte Amsterdamse School landelijke variant-stijl        | Circa 1922 | Gemeentelijke Woningdienst    | Kometensingel 179-181, 183-185                                                                | 52° 24' 53" NB, 4° 53' 14" OL | 0363/200456 | Woonhuizen in Verstrakte Amsterdamse School landelijke variant-stijl        |
| Vm. Wilde WingerdschoolSchool in verstrakte Amsterdamse School-stijl        | 1926       | Dienst der Publieke Werken    | Kometensingel 189                                                                             | 52° 24' 52" NB, 4° 53' 11" OL | 0363/200703 | Vm. Wilde WingerdschoolSchool in verstrakte Amsterdamse School-stijl        |
| Bejaardenwoningen in traditioneel bouwen-stijl                              | 1937       | J.H. Mulder jr.               | Kometensingel 439-485                                                                         | 52° 24' 44" NB, 4° 53' 4" OL  | 0363/200716 | Bejaardenwoningen in traditioneel bouwen-stijl                              |
| Winkel-woonhuizen in verstrakte Amsterdamse School-stijl landelijke variant | 1923-1925  | Gemeentelijke Woningdienst    | Mercuriusplein 1-11, 2-12                                                                     | 52° 24' 52" NB, 4° 53' 2" OL  | 0363/200711 | Winkel-woonhuizen in verstrakte Amsterdamse School-stijl landelijke variant |
| Woonhuizen-winkels in variant op de Amsterdamse School-stijl                | 1922-1924  | B.T. Boeyinga                 | Zonneplein 1-11, 2-12, 17-27, 18-28, Zonneweg 41-45, 42-46, Siriusstraat 24, Argostraat 21-23 | 52° 24' 46" NB, 4° 53' 26" OL | 0363/200030 | Woonhuizen-winkels in variant op de Amsterdamse School-stijl                |
| Voormalig badhuis van Tuindorp Oostzaan                                     | 1927       | Dienst der Publieke Werken    | Meteorenweg 158-160                                                                           | 52° 24' 45" NB, 4° 53' 13" OL | 0363/200896 | Meer afbeeldingen                                                           |
| Bethelkerk                                                                  | 1957-1958  | S. van Woerden                | Plejadenplein 42-44                                                                           | 52° 24' 52" NB, 4° 53' 9" OL  | 0363/200901 | Meer afbeeldingen                                                           |

## Kadoelen
Gemeentelijke monumenten in Kadoelen.
| Object                                                    | Bouwjaar | Architect | Locatie         | Coördinaten                   | Nr.         | Afbeelding  |
| --------------------------------------------------------- | -------- | --------- | --------------- | ----------------------------- | ----------- | ----------- |
| Stolpboerderij Maria's Hoeve                              | 1908     |           | Kadoelenweg 173 | 52° 24' 52" NB, 4° 54' 29" OL | 0363/200442 | Upload foto |
| Boerderij in neorenaissancestijl met landelijke invloeden | 1908     |           | Kadoelenweg 306 | 52° 24' 51" NB, 4° 54' 27" OL | 0363/200486 | Upload foto |